# چارلز مایکل شواب
چارلز مایکل شواب (به انگلیسی: Charles Michael Schwab) (۱۸ فوریه ۱۸۶۲–۱۸ سپتامبر ۱۹۳۹) یک مدیر موفق در اعتلای صنعت فولاد آمریکایی بود. تحت رهبری او، شرکت فولاد بیتلهم تبدیل به دومین تولیدکننده فولاد در ایالات متحده آمریکا و یکی از مهم‌ترین تولیدکنندگان در صنایع سنگین در جهان شد.

## اوایل زندگی
چارلز مایکل شواب در ویلیامزبورگ، پنسیلوانیا متولد شد. او پسر پائولین (نای فرابو) و جان آنتونی شواب بود. خانواده او مهاجران کاتولیک رومی از آلمان بودند. وی در پنسیلوانیا بزرگ شد و وارد کالج سن فرانسیس شد اما پس از گذشت دو سال برای پیدا کردن کار به پیتسبورگ رفت.

## حرفه
شواب کار خود را به عنوان یک مهندس در کارخانه فولاد اندرو کارنگی آغاز کرد، و به عنوان یک توسعه دهنده سهام در بخش مهندسی کارخانه فولاد Edgar Thomson و Furnaces در برادوک، پنسیلوانیا مشغول شد. او اغلب ترفیع می‌گرفت و در سال ۱۸۹۷، تنها در ۳۵ سالگی، او رئیس شرکت فولاد کارنگی شد. در سال ۱۹۰۱، او در مذاکره فروش کارخانجات فولاد کارنگی به یک گروه از سرمایه داران مستقر در نیویورک به رهبری جی پی. مورگان کمک کرد و سپس شواب نخستین رئیس این شرکت تازه تأسیس بنام شرکت فولاد ایالات متحده شد و سرانجام پس از چندین درگیری با مورگان در سال ۱۹۰۳ میلادی شرکت فولاد ایالات متحده را را ترک کرد تا در شرکت فولاد و کشتی سازی بیتلحم در پنسیلوانیا را مشغول به کار شود. تحت رهبری او (و یوجین گریس) او تبدیل به بزرگترین تولیدکننده مستقل فولاد در جهان شد. بخش عمده‌ای از موفقیت او، تولید تیر آهن‌های اچ برای ساختمان‌سازی بود.